# Lady Blue Shanghai
Lady Blue Shanghai è un cortometraggio del 2010 diretto da David Lynch.
La pellicola, destinata ad una promozione su internet per Dior, dura 16 minuti e tra gli interpreti ci sono Marion Cotillard, Gong Tao, Emily Stofle, Hong Cheng, Lu Yong e Nie Fei. È stato scritto, diretto e montato da David Lynch; le musiche sono di David Lynch, Dean Hurley, e Nathaniel Shilkret. All'interno della trama ci sono importanti rimandi onirici, tipici della produzione di Lynch, quali le tende rosse ad esempio, e particolare attenzione è stata prestata alla scelta del tema musicale di sottofondo.
Il cortometraggio narra di una donna che - entrata nella propria camera d'albergo a Shanghai - sente un tango del 1920, mentre tra una nube di fumo gli appare una borsa della maison Dior.
Tolto dal sito Dior nell'ottobre del 2010, il film è comunque visibile su YouTube.

## Trama
Una donna, che non ha un nome (quindi potrebbe essere la stessa Cotillard), entra nella sua camera d'albergo di Shanghai durante la notte. Mentre si avvicina alla sua stanza sente un tango del 1920. Aperta la porta della camera, si rende conto che la musica arriva proprio da lì, da un vecchio giradischi sul quale c'è un 78 giri di Tango Valentino, composto da Nathaniel Shilkret nel 1926.
Finita la musica, una borsa Dior appare nella stanza in mezzo ad una nuvola di fumo. In preda al panico, la donna chiama la reception perché qualcuno potrebbe essersi introdotto nella sua stanza, ma le due guardie della security dell'albergo, non trovando nessuno, le chiedono se la borsa possa essere stata lasciata da qualche suo ospite. In un primo momento, la donna afferma di essere appena arrivata a Shanghai e che nessuno sa di questo suo viaggio, poi racconta di essere stata alla Shanghai Oriental Pearl Tower quel pomeriggio.
Attraverso un flashback, in una Shanghai del passato, la donna incontra un uomo cinese in una stanza con le tende rosse, ma mentre lo bacia, la scena torna alla Shanghai attuale e l'uomo dice che vorrebbe restare, ma che non può. Appena la visione dell'amante finisce, lui le porge una rosa blu e il flashback finisce.
Lei piange, apre la borsa di Dior e - tra lampi di elettricità - trova una rosa blu. Infine, la donna stringe la borsa al proprio cuore.